# Kostel svaté Barbory (Pyšel)
Kostel svaté Barbory je farní kostel římskokatolické farnosti Pyšel zasvěcený svaté Barboře. Kostel se nachází v Pyšeli na východním okraji obce při rozcestí cest do Vanče a do Zahrádky. Kostel je jednolodní barokní stavbou z roku 1788, součástí stavby je vysoká hranolová věž se třemi zvony a kostelními hodinami, v kostele je hlavní oltář původně zasvěcený svaté Barboře a později Panně Marie Lurdské, presbytář a boční vedlejší oltář. Kostel je chráněn jako kulturní památka České republiky.

## Historie
Kostel byl postaven v roce 1788 primárně s přispěním mecenáše hraběte Karla Haugvice. Kostel byl vysvěcen 1. července 1788 a to biskupem Janem křtitelem Lachenbauerem. Kostel byl v roce 1876 lehce rekonstruován a jeho hlavní oltář v té době zasvěcený svaté Barboře byl přenesen do nově vzniklého bočního oltáře a nový oltář byl zasvěcen Panně Marii Lurdské. V roce 1905 pak byl rekonstruován i presbytář, ten už byl obnoven za přispění hraběte Jindřicha z Haugvic. Farnost příslušná pod kostel vznikla až v roce 1859. Mezi lety 1903 a 1907 byla rekonstruována budova fary.
Roku 1893 nedaleko obce mělo dojít ke zjevení Panny Marie. Stalo se to nedaleko lesa Stráž, posléze v roce 1893 byla na tzv. Stráži postavena dřevěná kaplička a v roce 1903 kaplička byla zvětšena a oplechována. Roku 1934 kaplička byla zbořena a byla místo ní vystavěna zděná kaple Panny Marie. Dne 1. června 1936 byla vysvěcena. Nedaleko pak byla ze zbylého materiálu vystavěna malá lurdská jeskyňka. 
V kostele je umístěna vzácná socha Panny Marie Lurdské, která by měla patřit k nejvzácnějším na Moravě, do kostela byla umístěna v roce 1876, kdy ji darem získal tehdejší farář. Socha byla vytvořena v Paříži. Kolem sochy byla zřízena lurdská jeskyně z vosku, ta však byla zrušena v roce 1968.
Kostel byl v roce 2008 rekonstruován, byly opraveny fasády na původní barvy dle historických pramenů.

## Galerie

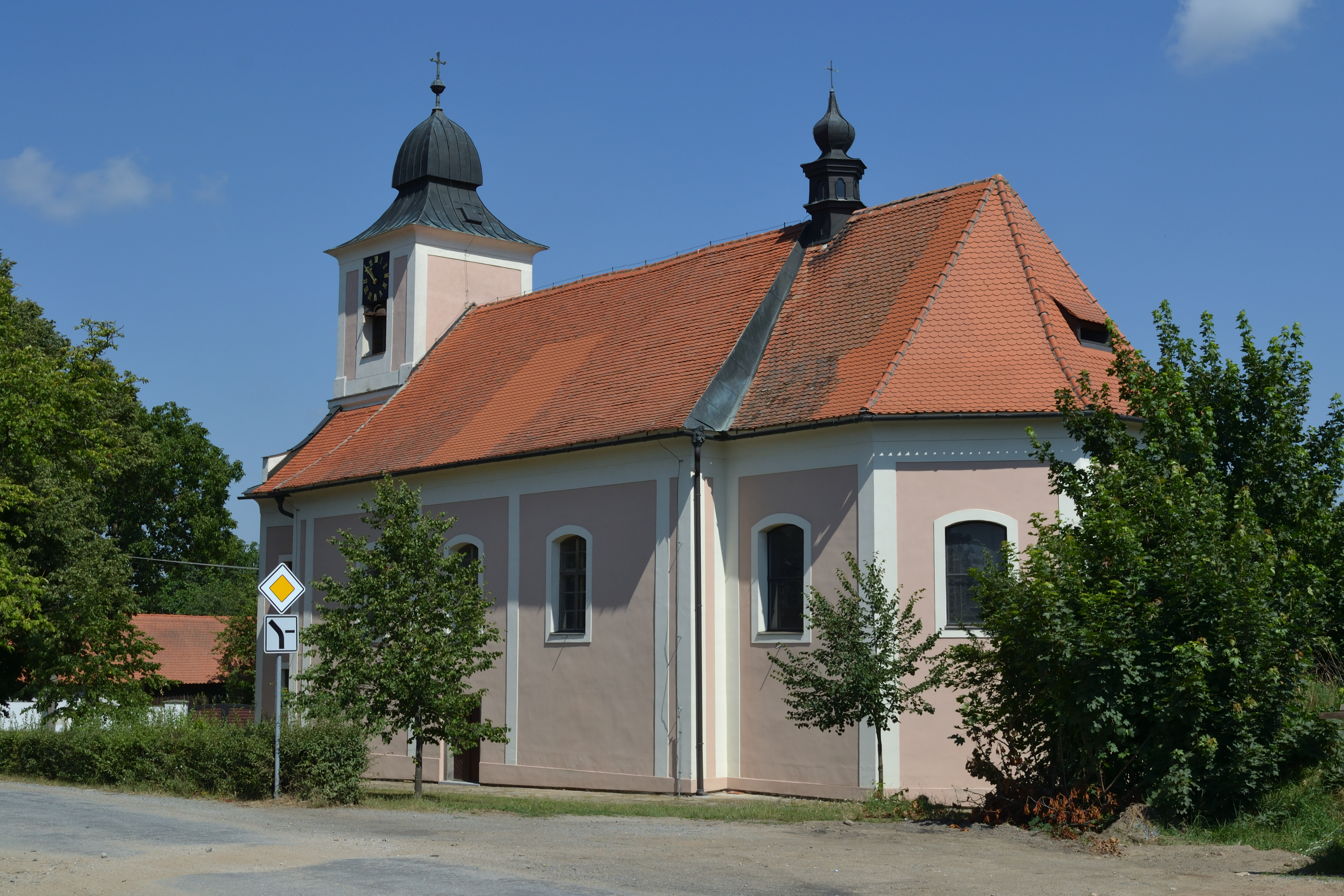
Pohled od jihovýchodu
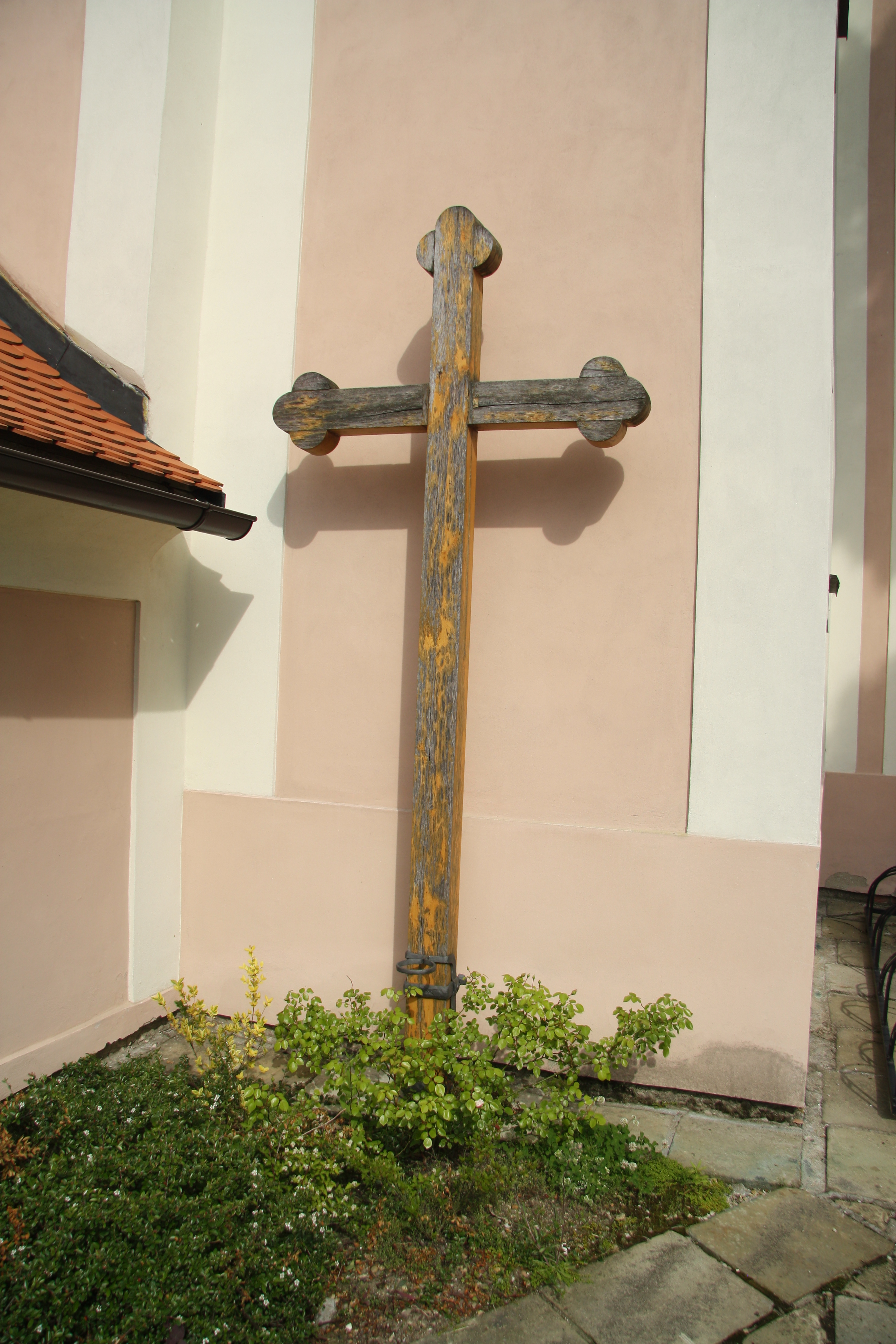
Kříž před kostelem